# 穆罗姆农村居民点
穆罗姆农村居民点（俄语：Муромское сельское поселение）是俄罗斯联邦别尔哥罗德州舍别基诺区所属的一个农村居民点。其下辖有3个居民点，行政中心为穆罗姆。据2016年统计，该农村居民点的人口为1910人。